# Sébastien Grosjean
Sébastien Rene Grosjean (Marsiglia, 29 maggio 1978) è un ex tennista e allenatore di tennis francese.
Il suo miglior ranking ATP è stata la 4ª posizione raggiunta in singolare nell'ottobre 2002. Vanta 4 titoli del circuito maggiore in singolare e 5 in doppio, ha inoltre disputato la finale della Tennis Masters Cup 2001. In Coppa Davis ha fatto parte della squadra francese che ha vinto l'edizione del 2001. Dopo il ritiro ha intrapreso l'attività di allenatore di tennis con Richard Gasquet.

## Carriera
Diventato professionista nel 1996, Grosjean si mette subito in luce grazie al suo poderoso gioco da fondocampo. Il primo risultato di rilievo è la finale a Miami raggiunta nel 1999, persa in 4 set contro Richard Krajicek: quel torneo gli permette di entrare per la prima volta nei primi 50 del ranking. Perde con la Francia la finale di Coppa Davis 1999 disputata contro l'Australia. Il 10 aprile 2000	conquista il primo titolo nel circuito maggiore nel torneo di doppio a Casablanca, battendo in coppia con Arnaud Clément il duo Lars Burgsmüller / Andrew Painter. Il primo titolo in singolare arriva il successivo 25 giugno 2000 sull'erba di Nottingham, superando in finale Byron Black per 7-6, 6-3.
Nel 2001 Grosjean raggiunge le semifinale agli Australian Open, perdendo in 5 set dal connazionale Arnaud Clément, e al Roland Garros, eliminato da Àlex Corretja dopo aver battuto Andre Agassi nei quarti. Nello stesso anno vince il prestigioso Paris Masters sconfiggendo in finale Evgenij Kafel'nikov con il punteggio di 7-6, 6-1, 6-7, 6-4. A fine anno perde in tre set la finale della Tennis Masters Cup contro Lleyton Hewitt e vince la Coppa Davis 2001 con la Francia nella finale giocata contro l'Australia.
Nel 2002 non riesce a confermarsi campione in Coppa Davis con la Francia, soccombendo in finale contro la Russia. Nel 2003 e nel 2004 raggiunge la semifinale a Wimbledon, perdendo la prima volta da Mark Philippoussis e la seconda da Roger Federer. Nell'ottobre 2007 vince i suoi ultimi titoli a Lione, in singolare sconfigge in finale Marc Gicquel e nello stesso torneo si impone in doppio in coppia con Jo-Wilfried Tsonga su Łukasz Kubot / Lovro Zovko. Il 28 maggio 2010 annuncia il suo ritiro dall'attività agonistica a causa dei problemi alle ginocchia che lo affliggono da anni.

## Carriera da allenatore
Dal 21 gennaio 2011 è allenatore del connazionale Richard Gasquet, inizialmente affiancandosi a Éric Deblicker. In seguito, a Deblicker subentreranno prima Riccardo Piatti e infine Sergi Bruguera. Il bisogno di stare più a lungo con la famiglia lo portano a separarsi da Gasquet alla fine della stagione 2016. Nel gennaio 2018 viene nominato allenatore della squadra francese di Coppa Davis.

## Statistiche

### Singolare

#### Vittorie (4)
| Legenda                           |
| Grande Slam (0)                   |
| Tennis Masters Cup (0)            |
| Masters Series (1)                |
| ATP International Series Gold (0) |
| ATP International Series (3)      |

| Numero | Data            | Torneo                               | Superficie | Avversario in finale | Punteggio                |
| 1.     | 25 giugno 2000  | Nottingham Open, Nottingham          | Erba       | Byron Black          | 7–6(7), 6-3              |
| 2.     | 4 novembre 2001 | Paris Masters, Parigi                | Sintetico  | Evgenij Kafel'nikov  | 7–6(3), 6-1, 6(5)–7, 6-4 |
| 3.     | 27 ottobre 2002 | St. Petersburg Open, San Pietroburgo | Cemento    | Michail Južnyj       | 7-5, 6-4                 |
| 4.     | 22 ottobre 2007 | Grand Prix de Tennis de Lyon, Lione  | Sintetico  | Marc Gicquel         | 7–6(5), 6-4              |

#### Finali perse (9)
| Legenda                           |
| Grande Slam (0)                   |
| Tennis Masters Cup (1)            |
| Masters Series (1)                |
| ATP International Series Gold (0) |
| ATP International Series (7)      |

| Numero | Data             | Torneo                                       | Superficie  | Avversario in finale | Punteggio          |
| 1.     | 29 marzo 1999    | Miami, USA                                   | Cemento     | Richard Krajicek     | 6–4, 1–6, 2–6, 5–7 |
| 2.     | 3 maggio 1999    | Verizon Tennis Challenge, Atlanta            | Terra verde | Stefan Koubek        | 1–6, 2–6           |
| 3.     | 17 aprile 2000   | Grand Prix Hassan II, Casablanca             | Terra rossa | Fernando Vicente     | 4–6, 6–4, 6–7      |
| 4.     | 19 febbraio 2001 | Open 13, Marsiglia                           | Cemento (i) | Evgenij Kafel'nikov  | 6–7, 2–6           |
| 5.     | 12 novembre 2001 | Tennis Masters Cup, Sydney                   | Cemento (i) | Lleyton Hewitt       | 3–6, 3–6, 4–6      |
| 6.     | 16 giugno 2003   | Queen's Club Championships, Londra (1)       | Erba        | Andy Roddick         | 3–6, 3–6           |
| 7.     | 6 ottobre 2003   | Japan Open Tennis Championships, Tokyo       | Cemento     | Rainer Schüttler     | 6–7, 2–6           |
| 8.     | 14 giugno 2004   | Queen's Club Championships, Londra (2)       | Erba        | Andy Roddick         | 6–7, 4–6           |
| 9.     | 25 aprile 2005   | U.S. Men's Clay Court Championships, Houston | Terra rossa | Andy Roddick         | 2–6, 2–6           |

### Doppio

#### Vittorie (5)
| Numero | Data              | Torneo                           | Superficie  | Compagno           | Avversari in finale             | Punteggio     |
| 1.     | 10 aprile, 2000   | Grand Prix Hassan II, Casablanca | Terra rossa | Arnaud Clément     | Lars Burgsmüller Andrew Painter | 7–6(4), 6–4   |
| 2.     | 22 luglio, 2002   | Los Angeles, USA                 | Cemento     | Nicolas Kiefer     | Justin Gimelstob Michaël Llodra | 6–4, 6–4      |
| 3.     | 10 febbraio, 2003 | Open 13, Marsiglia               | Cemento     | Fabrice Santoro    | Tomáš Cibulec Pavel Vízner      | 6–1, 6–4      |
| 4.     | 8 marzo, 2004     | Indian Wells, Stati Uniti        | Cemento     | Arnaud Clément     | Wayne Black Kevin Ullyett       | 6–3, 4–6, 7–5 |
| 5.     | 22 ottobre, 2007  | Lione, Francia                   | Cemento     | Jo-Wilfried Tsonga | Łukasz Kubot Lovro Zovko        | 6–4, 6–3      |